# Jaroslav Mašek (generál)
Jaroslav Mašek (19. dubna 1917 Plzeň - 18. září 1999 Brno) byl český a československý odbojář, generál, vojenský pedagog, politik Komunistické strany Československa a poslanec Sněmovny národů Federálního shromáždění za normalizace.

## Biografie
Absolvoval Vyšší státní průmyslovou školu v Plzni. Pak v říjnu 1936 nastoupil službu ve škole pro důstojníky hrubého dělostřelectva v Olomouci. O rok později začal studovat na Vojenské akademii v Hranicích. 5. září 1938 byl jmenován poručíkem ženijního vojska. Koncem dubna 1939 byl v souvislosti se zánikem Československa propuštěn z armády. 30. ledna 1940 odešel do emigrace přes Slovensko a Maďarsko do Jugoslávie, kde se stal členem skupiny československých dobrovolníků mířících do Francie. Stal se velitelem čety 1. ženijní roty v Avignonu. Po pádu Francie přešel do Velké Británie. Zde působil jako velitel ženijní čety a postupně byl povýšen na kapitána. V květnu 1944 se letecky dostal do Sovětského svazu. Zde působil jako ženijní důstojník samostatné tankové brigády. Podílel se na osvobozovacích bojích v Karpatech a kampani v Československu. Na konci války zastával hodnost štábního kapitána coby náčelník štábu ženijního vojska 1. armády. Byl mu udělen Československý válečný kříž a Československá medaile Za chrabrost před nepřítelem.
Po válce vystudoval Vysokou školu válečnou a pak byl profesorem ženijního vojska. Ve vojenské kariéře pokračoval i po únoru 1948, postupně dosáhl generálské hodnosti. K roku 1971 se profesně uvádí jako náčelník Vojenské akademie Antonína Zápotockého v Brně. K roku 1976 jako zástupce předsedy Svazu protifašistických bojovníků.
Ve volbách roku 1971 zasedl do české části Sněmovny národů (volební obvod č. 49 - Brno-venkov, Jihomoravský kraj). Mandát obhájil ve volbách roku 1976 (obvod Šumperk, Severomoravský kraj). Ve FS setrval do konce funkčního období, tedy do voleb roku 1981.

## Vyznamenání
- Československý válečný kříž 1939
- Československý válečný kříž 1939, udělen podruhé
- Československý válečný kříž 1939, udělen potřetí
- Československý válečný kříž 1939, udělen počtvrté
- Československá medaile Za chrabrost před nepřítelem
- Medaile Za vítězství nad Německem ve Velké Vlastenecké válce 1941-1945[8], (SSSR)
- Československá vojenská medaile za zásluhy, I. stupeň
- Pamětní medaile československé armády v zahraničí, se štítky Francie a Velká Británie a SSSR
- Vyznamenání Za zásluhy o výstavbu, 1965, č. matriky 6382[9]
- Řád rudé hvězdy
- Řád práce, číslo 5 509, rok 1977
- Řád rudé zástavy